# 五十嵐義三
五十嵐 義三（いがらし よしぞう、1933年（昭和8年）9月16日 - 2000年（平成12年）5月23日）は、日本の弁護士・官僚・法学者。北海道函館市出身。専門は教育法学。中央大学法学部通信教育課程出身の生え抜き法曹の一人。

## 略歴
函館の中学校卒業後、函館地方検察庁に入庁。北海道函館中部高等学校定時制、中央大学法学部通信教育課程卒業。東京高等検察庁事務官に就任。間もなく司法試験に合格。1967年札幌で弁護士登録。1977年札幌弁護士会副会長。1983年札幌学院大学法学部客員教授（ - 1989年）。1990年札幌弁護士会会長に就任。1991年北海道弁護士連合会理事長に就任。その後、日本弁護士連合会副会長にも就任。
2000年5月23日、脳内出血のため死去。

## エピソード
- 父が幼い頃に亡くなったため、教育に関する法に関心を持ったという。
- ライカ製カメラを好み、アマチュアフォトグラファーでもあった。
- 北海学園大学では兼任講師として演習授業を担当し、中央大学法学部通信教育課程学生会では講師として憲法や行政法、札幌学院大学では教員として演習授業や教育法、行政法などを担当した。

## 主要論文
- 『教育裁判における教師の研修権--北海道・川上事件を中心に』（日本教育法学会年報 64 - 68号 1972年）